# Привільне (Старобільський район)
Приві́льне — село в Україні, у  Біловодській селищній громаді Старобільського району Луганської області. Населення становить 121 осіб.
На околиці села у 1977 році рішенням виконкому Ворошиловградської обласної Ради народних депутатів № 370 створено гідрологічну пам'ятку природи місцевого значення — Водяна криниця.

## Населення
За даними перепису 2001 року населення села становило 121 особу, з них 98,35% зазначили рідною мову українську, а 1,65% — російську.